# Kybyn

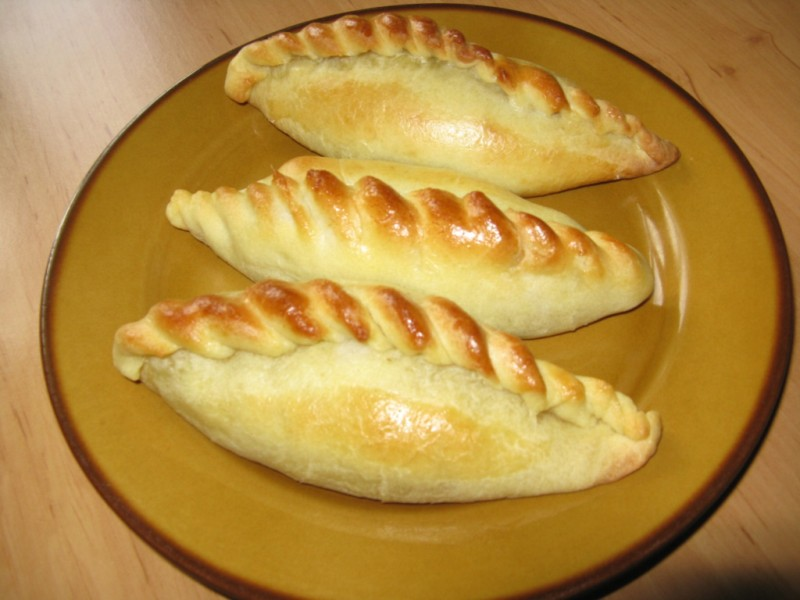

Kybyn is een traditioneel gerecht van de Karaïm uit Litouwen. Het is een met ei bestreken halvemaanvormig deeggerecht, gevuld met rundvlees of lamsvlees. Het wordt gebakken in een oven.